# Sleedoornhangmatmot
De sleedoornhangmatmot (Lyonetia prunifoliella) is een vlinder uit de familie sneeuwmotten (Lyonetiidae). De wetenschappelijke naam is voor het eerst geldig gepubliceerd in 1796 door Hübner.
De soort komt voor in Europa.